# Sweet
Sweet (někdy též The Sweet) je britská glam rocková hudební skupina. Společně s kapelami Slade, T. Rex, Queen a zpěvákem Garym Glitterem patřila mezi nejpopulárnější interprety britské hudební scény v 70. letech 20. století. Skupina vznikla v roce 1968 pod názvem Sweetshop. Založili ji zpěvák Brian Connolly, bubeník Mick Tucker, baskytarista Steve Priest a kytarista Frank Torpey. Ještě než roku 1970 přišel do skupiny kytarista Andy Scott, zkrátil se název souboru na Sweet a odstartovala nejslavnější dekáda působení kapely. K úspěchu dopomohla skupině dvojice skladatelů Nicky Chinn a Mike Chapman, s nimiž spolupracovala kapela mezi lety 1971 a 1974 díky svému kontraktu s RCA Records. Z jejich pera pochází jak první větší hit bubblegum popového období „Funny Funny“ (1971), tak úspěšné glam rockové singly „Block Buster!“ (1973), který dobyl čelo hitparády UK Singles Chart, „Hell Raiser“ (1973), „The Ballroom Blitz“ (1973) a „Teenage Rampage“ (1974).
Od roku 1974 se začala kapela soustředila více na hard rockový styl. Do tohoto období zapadají zejména singly „Turn It Down“ (1974) a „Fox on the Run“ (1975). Díky druhému jmenovanému se Sweet prosadili na americké hudební scéně a úspěch kapely dosáhl svého vrcholu. Po roce 1975 se zaměřila skupina více na vydávání hard rockových alb, která se však již neprodávala tak dobře, jako glamrockové singly a alba z předchozích let. Posledním singlem, jenž se vešel do desítky UK Singles Chart, se stal „Love Is Like Oxygen“ (1978). V období let 1971 až 1978 skupina zaznamenala dohromady třináct písní, které se umístily mezi dvacet nejpopulárnějších ve Spojeném království.
V roce 1979 ze skupiny odešel Connolly, neboť se rozhodl věnovat sólové kariéře. Zbývající tři členové společně hráli až do roku 1981, kdy oznámili rozchod kapely. Roku 1982, již po rozpadu skupiny, vyšlo poslední společné studiové album Identity Crisis. Již od roku 1985 začali jednotliví členové (zejména Connolly, Scott a Priest) formovat vlastní sestavy pod názvem Sweet. Roku 1997 Connolly zemřel a o pět let později i Tucker. Zbývající členové nejslavnější sestavy jsou oba stále aktivní a hrají s vlastními kapelami se stejným názvem Sweet. Andy Scott's Sweet působí hlavně ve Spojeném království, Steve Priest's Sweet vystupují převážně ve Spojených státech.

## Slavná éra

### Počátky kariéry (1966 – 1969)
Historie kapely Sweet sahá až do roku 1966, kdy se v soulové kapele Wainwright's Gentlemen setkali hlavní pozdější iniciátoři nové kapely, bubeník Mick Tucker a zpěvák Brian Connolly. Tucker hrál s touto skupinou již od konce roku 1965, Connolly přišel v polovině roku 1966 jako náhrada za Iana Gillana. Ten soubor opustil již před příchodem Tuckera a založil nejprve Episode Six a posléze Deep Purple. Roku 1967 se k Wainwright's Gentlemen připojil kytarista Frank Torpey, Tuckerův kamarád ze školy, avšak po měsíci byl z kapely vyhozen. Nedlouho poté potkal stejný osud i Tuckera, o jehož odchodu rozhodli ostatní členové na noční schůzce, na kterou ho nepozvali. Když o tom Tuckera druhý den ráno telefonicky informoval Connolly, jehož rozhodnutí kapely naštvalo, nabídl Tuckerovi, aby s ním udělal novou skupinu. Znovu se spojili s Torpeyem a začali shánět baskytaristu. Oslovili Stevea Priesta, jenž hrál ve skupině Army, se kterou se již dříve potkali při vystoupeních v londýnských klubech s Wainwright's Gentlemen. První zkoušky čtveřice probíhaly v lednu a únoru 1968 v domě Franka Torpeye. Connolly k tomu později uvedl: „Steve a Mick zpívali dvojhlasy a znělo to fantasticky, nemohl jsem uvěřit, jak skvěle nám to spolu zní.“
Nové skupině vybrali jméno Sweetshop. Podle jednoho rozhovoru s Andym Scottem byl název inspirován umístěním zkušebny, jež se nacházela přímo nad cukrářstvím. Connolly však v jiném rozhovoru uvedl, že šlo spíše o módní trend té doby – vznikalo větší množství kapel se „sladkými“ názvy, například Strawberry Jam, Marmelade, Orange Bicycle či Tangerine Peel – zvolili jsi proto pojem, z něhož všechny tyto věci vycházely, cukrárnu. Zpočátku hráli převážně coververze jiných interpretů, vybírali si dle svých slov záměrně takové písně, které mohli podat vlastním osobitým způsobem. Veřejně poprvé vystoupili dne 4. března 1968 ve městě Hemel Hempstead, v klubu Pavilon. Posléze se dostali ke spolupráci s dívčím triem Paper Dolls, s nimiž vystupovali v kabaretu La Dolce Vita v Birminghamu. S dívčí kapelou si však nerozuměli, a tak toto spojení nepokračovalo. . Manažerem skupiny se stal Paul Nicholas, přes kterého se kapela spojila s producentem Philem Wainmanem. Skupina díky Wainmanovi získala kontrakt s vydavatelstvím Fontana Records, u něhož vydala v červenci roku 1968 i svůj první singl „Slow Motion“. Ještě před vydáním prvního singlu zjistili, že u Fontany existuje jiná nová kapela Sweetshop, která shodou okolností pár týdnů před tím vydala svůj singlový debut. Čtveřice si tak musela změnit jméno, rozhodli se vypustit z názvu slovo shop a vznikl zkrácený název Sweet. Singl nezaznamenal výraznější ohlas, což bylo zřejmě způsobeno i slabou propagací ze strany vydavatele. V červenci 1968 započali Sweet spolupráci s BBC Radio 1, kde znovu natáčeli své stávající skladby ze singlu, a také novou skladbu „Too Late Early in the Morning“. Od listopadu 1968 do června 1969 odehrála kapela několik koncertních sérií za sebou, kdy hráli v nejrůznějších klubech a na univerzitách. Výdělky kapely však byly nadále malé, a nejspíš proto rok po vydání prvního singlu kytarista Tropey odešel. Po několika týdnech ho nahradil Mick Stewart, kterého Tuckerovi dohodil tehdejší baskytarista Deep Purple Nick Simper. Ve stejnou dobu také skupina získala nového manažera, kterým se stal Roger Easterby, jenž měl zkušenosti ze spolupráce s kapelou Vanity Fare.

### Bubblegum popový start (1970 – 1971)
S příchodem Stewarta a Easterbyho nastalo kritické období kariéry Sweet. Po odchodu předchozího manažera Nicolase se přerušily kontakty i s producentem Philem Wainmanem a vydavatelství Fontana, se kterým měli pouze jednorázovou smlouvu na nahrání singlu, jim další kontrakt nenabídlo. Easterby sehnal kapele angažmá u vydavatelství Parlophone, což byla dceřiná společnost EMI. Skupina zavítala do studií Abbey Road, kde vznikl nový singl „Lollipop Man“. Ten předznamenal období, v němž se Sweet postupně stali protagonisty britského bubblegum popu, žánru, na který tehdejší rockoví experti nahlíželi s určitou skepsí, ačkoliv se mu dostávalo značné popularity zejména v podání amerických interpretů tohoto stylu. Hitparády jak ve Spojených státech, tak v Británii právě dobýval bubblegumový hit „Sugar, Sugar“ skupiny The Archies. Navzdory předpokladům se druhému singlu prodejně nevedlo. Další singl „All You'll Ever Get From Me“ z pera autorské dvojice Roger Cook a Roger Greenaway se prodávala lépe než předchozí singl, nicméně do hitparády se nedostala. B-sideovou písní singlu byla bigbítová skladba „The Juicier“, již Dave Thompson ve své publikaci označil za jednu z nejlepších do té doby vydaných písní Sweet. V polovině roku 1970, těsně po vydání dalšího neúspěšného singlu „Get on the Line“, se Sweet znovu dostali do kontaktu s producentem Wainmanem, díky němuž se dostali ke spolupráci se skladatelskou dvojicí Nicky Chinn a Mike Chapman.
V té době už ovšem z kapely odešel Mick Stewart, který byl nespokojen s nedostatkem práce i peněz. Uskupení New Dawn, jak si trojice Wainman, Chinn a Chapman začala říkat, nabídla v té době tříčlenné kapele Sweet, aby nazpívala jejich nový singl „Funny Funny“. Podmínky spolupráce s New Dawn byly dosti tvrdé, neboť uskupení vlastnilo práva ke všemu, co pod názvem Sweet vydali. Navíc při nahrávání áčkových písní singlů obstarávali Sweet pouze hlavní vokální linku, kterou nahrávali do instrumentální stopy připravené od levných pronajatých hudebníků. Pro kapelu to ovšem byla poslední záchrana. Nahráli demo nového singlu a Wainman začal pro skupinu shánět kontrakt u vydavatele, neboť Parlophone již nemělo zájem pokračovat ve spolupráci. Po řadě odmítnutí se nakonec podařilo získat smlouvu s vydavatelstvím RCA Records. Mezitím kapele stále chyběl kytarista, a tak v srpnu 1970 uspořádali konkurz, díky němuž se ke Sweet přidal Andy Scott. Od jeho příchodu se začalo kapele více dařit, zejména poté, co v prosinci vystoupili v televizním pořadu Lift Off.
Singl „Funny Funny“ vyšel dne 29. ledna 1971 a i přes vlažný nástup se mu podařilo dostat se do žebříčku UK Singles Chart, kde vystoupal až na 13. místo. Stal se tak prvním úspěšným hitem od Sweet. Ještě větší úspěch zaznamenal v evropském zahraničí, kde obsadila první místo v zemích Beneluxu, ve Skandinávii či dokonce v komunistické Jugoslávii. Vzestupu skupině vypomohla i pravidelná vystupování v pořadu Top of the Pops. V květnu 1971 vydala skupina singl „Co-Co“, který se stal velkým letním hitem, když se dostal na druhé místo UK Singles Chart. Začalo se i s přípravou debutového studiového alba Sweet. Deska Funny How Sweet Coco Can Be vyšla v listopadu 1971, obsahovala kromě dvou úspěšných singlových hitů i některé starší kusy z dílny Chinn Chapman a několik vlastních písní Sweet. Vydání alba předcházel singl „Alexander Graham Bell“, který však v žebříčku nedosáhl ani do Top 30 a vzhledem k tomuto neúspěchu se nakonec vůbec nedostala na stopáž.

### Nástup glam rocku (1972)

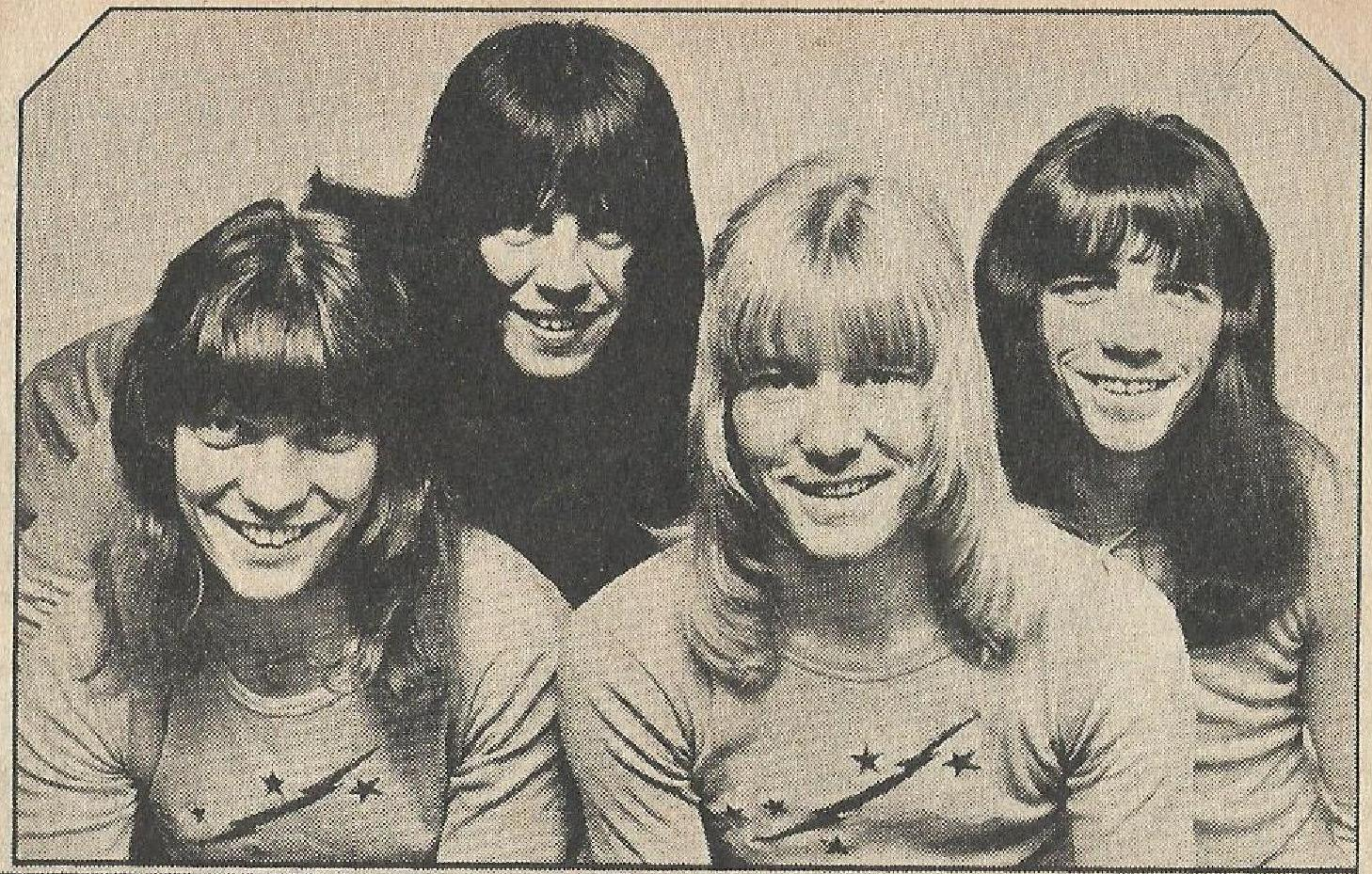
The Sweet v roce 1972

Ačkoliv Sweet slavili se svými bubblegumovými hity úspěchy, rozcházel se tento styl zcela s jejich hudebním vkusem a vizemi. Členové Sweet tíhli mnohem více k tvrdší rockovější muzice a o svých počátečních písních se v pozdějších letech vyjadřovali velmi kriticky. Důkazem toho byly vlastní spíše rockové či hard rockové písně z předchozích let, například skladba „Done Me Wrong All Right“, B-side singlu „Co-Co“, či píseň „Spotlight“ z prvního alba. Přesto skupina nahrála další dva bubblegumové singly, nejprve „Poppa Joe“, který vyšel v lednu 1972, a posléze „Little Willy“, jenž byl na desce představen v květnu téhož roku. Květnový singl již obsahoval o něco tvrdší prvky, ale členům kapely se stále nelíbil. Kapele rovněž nevyhovoval stav, kdy New Dawn propagovali všechny dosavadní úspěchy za své takovým způsobem, aby si lidé pod Sweet vybavovali spíše někoho z této trojice než samotné hudebníky. Navíc stále neměli vlastní áčkový singl, prostor pro svou nahrávku měli vždy jen na B-straně. Sweet se to snažili kompenzovat výrazným vzhledem při vystoupeních (používání make-upu a třpytek, výstředních účesů a barevných kostýmů), jakožto i vulgárním až obscénním chováním při koncertech. Mezi oblíbené prvky patřilo i pozvání několika fanynek na pódium. Po jednom takovém koncertě večer 13. května 1971 v belgickém Lutychu se však situace zdramatizovala, když tamní policie zatkla kvůli vystupování Priesta a Connollyho. Strávili týden v belgickém vězení a bylo proti nim vzneseno obvinění ze sexuálního obtěžování od několika návštěvníků koncertu. Soud, který proběhl 19. května, nakonec líčení kvůli nejasnostem ve výpovědích poškozených odročil a oba Brity propustil na kauci. Případ byl uzavřen až roku 1974, kdy byli Connolly i Priest shledáni vinnými a odsouzeni na šest měsíců do vězení, k trestu však nenastoupili, nesměli ale již vstoupit na území Belgie.
Průkopníky glam rocku, který kombinoval prvky rockové hudby a výrazného zjevu na jevišti, byli na začátku roku 1972 kapely T.Rex a Slade. Sweet se v tomto novém stylu zhlíželi. Prvním krokem, jak přinutit trio New Dawn a především jeho producenta Wainmana, aby přestal využívat jiných hudebníků při nahrávání singlů, se stala B-strana z květnového singlu „Little Willy“, skladba „Man From Mecca“, která získala velmi pozitivní hodnocení v recenzi časopisu Rolling Stone. Když však Wainman nechtěl ustoupit, pohrozili Sweet odchodem od New Dawn. Nakonec však rozuzlení tohoto sporu přineslo až rozhodnutí Svazu hudebníků, že kapely účinkující v pořadu Top of the Pops musí divákům hrát hudbu, kterou sama nahrála. Pokud byli využiti studioví hudebníci, měli by vystoupit oni. Sweet tak museli znovu nahrát svoje předchozí singly, a když viděl jejich výkon ve studiu Mike Chapman, byl velmi překvapený tím, že jsou lepší než najímaní studioví hudebníci. Výsledkem získané svobody ve studiu byl první glam rockový singl „Wig-Wam Bam“, který vyšel v září 1972 a stal se číslem 4 v britské hitparádě.

### Na vrcholu (1973)
Nejvyšší příčku britské hitparády dobyl však až následující singl. „Blockbuster!“ vyšel v lednu 1973, píseň debutovala po odvysílání v Top of the Pops na šestnáctém místě, což bylo nejvyšší dosavadní startovní umístění Sweet v žebříčku. Na jeho čelo se dostal singl ve třetím týdnů a zůstal tam celé 4 týdny, než ho vystřídala píseň „Cum On Feel The Noize“ od Slade.
V únoru začalo turné, při kterém kromě Británie navštívili Německo, Nový Zéland, Austrálii a Hongkong. Popularita kapely dosáhla svého vrcholu. Fanoušci Sweet tehdy byli svými idoly doslova posedlí, před každým koncertem čekali na příjezd členů skupiny do hotelu, kde byli ubytováni. Během koncertů často strhli některé členy z pódia mezi sebe. Kapela musela ovšem v rámci turné spolknout i jednu hořkou pilulku. Dne 30. března Sweet měli vystoupit v koncertním sále Rainbow Theatre v Londýně, jednom z největších a nejprestižnějších rockových sálů ve Spojeném království. Koncertu předcházely zdravotní obtíže s žaludečními vředy, jež trápily frontmana Connollyho, kvůli čemuž musel být odvolán koncert v Salisbury z 29. března. Londýnské představení ovšem skončilo nezdarem. Jejich zvukové vybavení se během přepravy zpozdilo, objevily se potíže s nasvětlením scény. V průběhu koncertu musela skupina několikrát přerušit své vystoupení kvůli technickým problémům s ozvučením a zesilovači.
Na úspěch singlu „Blockbuster!“ navázala skupina dalším rockovým singlem z pera Chinna a Chapmana „Hell Raiser“, jenž vyšel v březnu 1973. Čelo britské hitparády ovšem nezískal, obsadil nejvýše jen druhou pozici. Stejný osud potkal i následující singl ze září toho roku „Ballroom Blitz“. Kapela ho nahrála už v červnu 1973 a během léta si její členové dopřáli dovolenou. Andy Scott trávil většinu té doby psaním písní, které se později měly objevit na druhém albu Sweet. Nakonec však byl projekt nového alba posunut. Skupina se připravovala zaútočit na americkou hudební scénu a připravovala si choreograficky náročnou podiovou show. Tu si zkoušela při vystoupeních ve Velké Británii a Skandinávii. Plánované třítýdenní turné bylo však odloženo, ve Spojených státech totiž právě dobývala glam rockový trh nová hudební skupina a objev toho roku, kapela Kiss.
Místo toho zakončila kapela Sweet veleúspěšný rok 1973 koncertní sérií v Německu a několika koncerty ve Spojeném království. Vše vyvrcholilo v první zimní den návratem do Rainbow Theatre, tentokrát však bylo vše pečlivě připraveno. Vystoupení zaznamenávaly i kamery BBC a ze získaného videomateriálu byl vytvořen dokument All The Glitters.

### Do propasti a zase zpět (1974)
Na začátku roku 1974 se kapela vydala do studia, aby natočila první nahrávky do svého druhého alba. V lednu také vyšel nový singl „Teenage Rampage“. Získal velmi pozitivní recenze, zejména od Record Mirror, navzdory jeho předpokladům však skončil opět nejvýše na druhém místě. Dobytí čela hitparády jim překazili jejich konkurenti ze stejné producentské skupiny okolo Chinnichap, kapela Mud a její hit „Tiger Feet“.
Mezitím probíhalo nahrávání nového alba, pro které kapela vybrala jméno Sweet Fanny Adams. Skupina odmítala, aby nějaká ze skladeb na připravovaném albu byla předem vydána jako singl, proto ani „Teenage Rampage“ nebyla na album zařazena. V průběhu procesu však postihla kapelu naprostá katastrofa, když frontmana Connollyho jednoho večera přepadli v jeho tehdejším bydlišti ve Staines a poranili mu krk takovým způsobem, že nebyl schopný zpěvu. Album skupina dokončila, část partů namísto Connollyho odzpívali Priest a Scott. Zbytek mohl nahrát Connolly díky účinné léčbě jeho ošetřujících lékařů a značnému množství bolest tlumících léků. Album tak bylo v dubnu 1974 vydáno a dostalo se převážně pozitivních recenzí. Zotavování Connollyho poraněného hrdla však zbrzdila komplikace v podobě infekce, která vyřadila frontmana Sweet z aktivní činnosti na několik měsíců. A tak musela skupina odložit své naplánované jarní turné na neurčito, dokonce museli odmítnout nabídku od Petea Townshenda, aby vystoupili s kapelou The Who na fotbalovém stadionu v Charltonu. To byla pro členy Sweet velká rána, neboť The Who považovali vždy za jeden ze svých největších vzorů. Tucker později přiznal, že zvažovali i možnost, že Connollyho z kapely vyhodí a s The Who vystoupí v nové sestavě. Ani novému albu se příliš nevedlo, obsadilo nejvýše 27. pozici na UK Albums Chart. Jedním z důvodů byl podle kapely i fakt, že nemohli svou novou desku řádně propagovat na turné.
Vřít to začalo i v producentském triu. Chinn a Chapman chtěli mít větší vliv na produkci, a proto mezi nimi a Wainmanem narůstalo napětí. To nakonec vyústilo ve Wainmanův odchod od Chinnichap a Sweet. Éra glam rocku se pomalu blížila ke konci a na scéně se navíc objevila řada nových kapel; Wainman odešel k Bay City Rollers a Arrows slavili úspěchy se singly „Touch Too Much“, který původně Chinnichap zamýšleli pro Sweet, a svým vlastním „I Love Rock'n'Roll“. Na konci května Connollyho stav konečně umožnil, aby se kapela odebrala alespoň do studia a nahrála nový singl, který pro ně připravili Chinn a Chapman, píseň „The Six Teens“. Nahrávání singlu provázely velké rozepře, obzvlášť mezi Tuckerem a Chapmanem. Výsledek však hodnotili pozitivně v recenzích všechny hudební časopisy, a to včetně NME, které se k tvorbě Sweet vyjadřovalo vždy velmi kriticky. Dokonce i členové kapely přiznávali, že šlo o nejlepší hit, jaký pro ně Chinnichap kdy napsali. Singl se v britské hitparádě dostal na deváté místo.
V září roku 1974 kapela zamířila do studia, kde nahrála nové studiové album. Desolation Boulevard, jak se deska jmenovala, vyšla z popudu vydavatele už v listopadu téhož roku a představila písně „Solid Gold Brass“, již označili její autoři Connolly a Priest za jednu ze svých nejmilejších skladeb, „Fox on the Run“, pozdější senzační hit a také „My Generation“, píseň, na jejímž nahrávání se měl původně podílet Pete Townshend, nicméně nakonec nepřijel. Prvním singlem alba se ovšem stala rocková vypalovačka „Turn it Down“, jež na pulty přistála s několikatýdenním předstihem. Ačkoliv se singlu na evropské pevnině celkem dařilo, například v Německu se vyšplhal na druhé místo, na domácí scéně byl spíše propadákem, obsadil maximálně 41. pozici. Jednou z příčin zřejmě bylo, že BBC rozhlas odmítl píseň hrát. Samotné album postihl podobný osud – navzdory dobrým prodejům v Evropě se do žebříčku alb v Británii vůbec nedostalo.

## Vystoupení v Česku
V ČR je bylo možno vidět na festivalu Master of Rock v roce 2005. V tomtéž roku vystupovali na koncertě v Praze se skupinou Slade. Také se objevili v roce 2017 na festivalu Pekelný ostrov v Holýšově a Ostravě-Vítkovicích.

## Zakládající členové
- Brian Connolly - zpěv
- Mick Tucker - bicí
- Steve Priest - basová kytara
- Frank Torpey - sólová kytara

## Nejpopulárnější sestava
- Brian Connolly (zpěv) - *5. října 1945 v Hamiltonu, Skotsko
- Mick Tucker (bicí) - *17. července 1947 v Ruislipu
- Steve Priest (basová kytara) - *23. února 1948 v Hayesu, Middlesex
- Andy Scott (sólová kytara) - *30. června 1949 v Wrexhamu, Wales.